# Misión jesuítica de San Ignacio Guazú
La misión jesuítica de San Ignacio Guazú fue una de las misiones que la Compañía de Jesús estableció en la provincia jesuítica del Paraguay durante la conquista española de América.

Está ubicada en la ciudad de San Ignacio Guazú, 26°53′24.518″S 57°1′26.202″O / -26.89014389, -57.02394500, Departamento de Misiones, República del Paraguay.
Fue fundada por Marcial de Lorenzana en el año 1609. Fue abandonada cuando los jesuitas fueron expulsados de todos los dominios de la corona de España, incluyendo los de Ultramar, en el año 1767.